# الاعراف (ملحان)

تعديل مصدري - تعديل

الاعراف هي إحدى قرى عزلة الشرق الغزاونة بمديرية ملحان التابعة لمحافظة المحويت، بلغ تعداد سكانها 801 نسمة حسب تعداد اليمن لعام 2004.